# Berghut

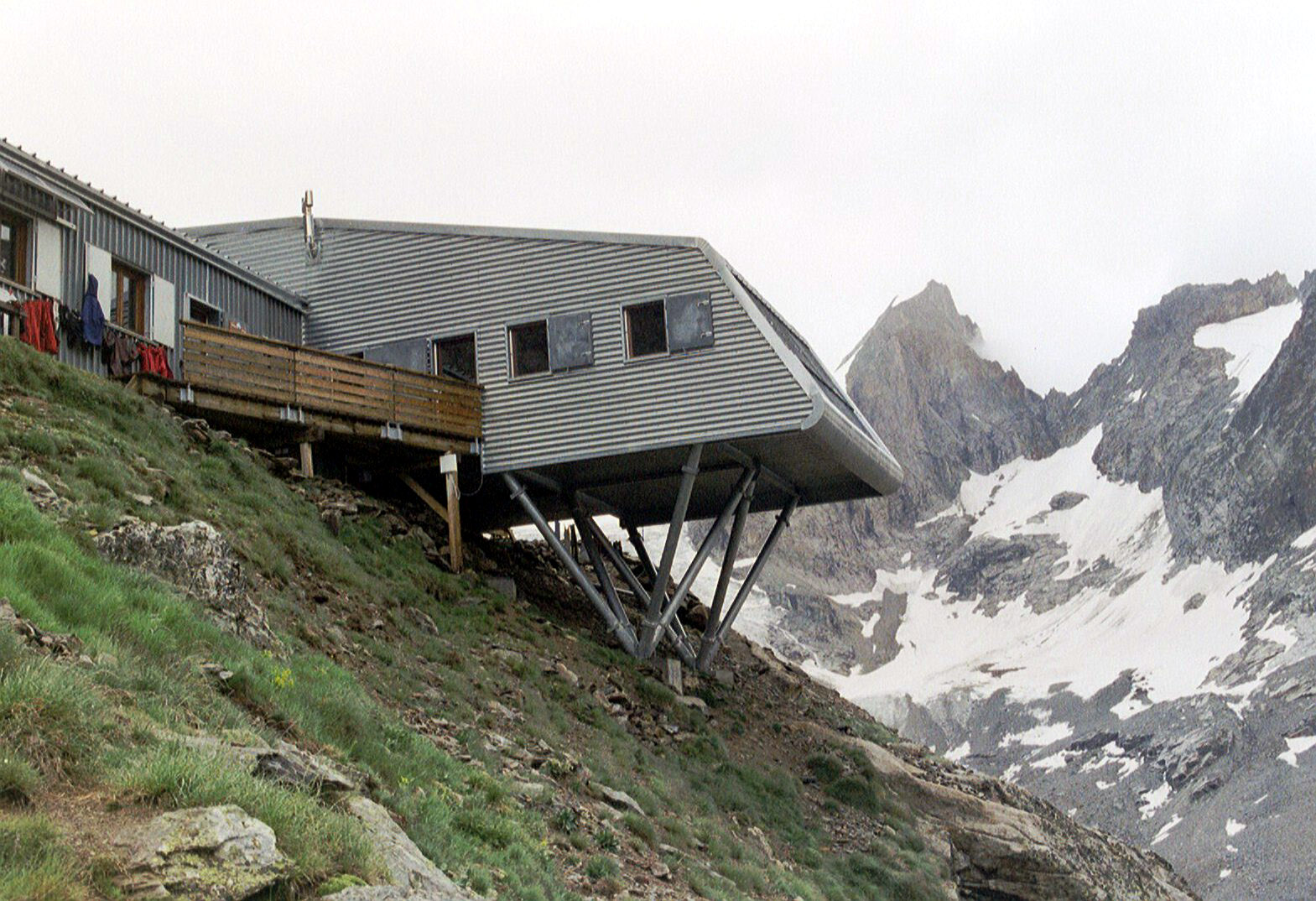
Berghut in de Franse Alpen

Een berghut is een eenvoudig onderkomen in de bergen.
Vooral in de Alpen staan veel berghutten, chalets genoemd. Voor de komst van het gemotoriseerd vervoer vervulden deze kleine huisjes, op strategische plaatsen gebouwd in landen als Zwitserland en Oostenrijk en het aangrenzend deel van Italië, een belangrijke functie voor reizigers. Sindsdien worden ze nog gebruikt door wandelaars en alpinisten.
De bouw van berghutten vond vooral plaats met de opkomst van het toerisme, dat met name voor Zwitserland van economische betekenis is. De Zwitserse alpinistenclub SAC beheert circa 250 berghutten.
In de meeste hutten kan worden overnacht tegen een lagere prijs dan een hotelovernachting. Voor leden van een alpinistenvereniging geldt vaak een gereduceerd tarief. In veel hutten is een waard aanwezig die eten en drinken verkoopt. In het Duits heet de hut dan bewirtschaftet. In andere is niemand aanwezig (unbewirtschaftet) en is de bezoeker in het onderkomen aangewezen op zelf meegebrachte spullen.
De afgelegen ligging, vaak op grote hoogte, bemoeilijkt de aanvoer van goederen naar de hut. Sommige hutten zijn met een krachtige auto te bereiken, andere alleen te voet, met lastdieren, door een helikopter, of met een kabelbaan. Door deze omslachtige vervoersmethodes zijn de prijzen voor levensmiddelen beduidend hoger dan in winkels.
Ook in Noorwegen zijn veel hutten, turisthytter of turisthytta genaamd, vooral in de beschermde natuurparken en -gebieden. Ze zijn vaak aangesloten bij de Den Norske Turistforening en komen veel voor in het hooggebergte Jotunheimen en de hoogvlakte Hardangervidda.
De hoogstgelegen berghut in de Alpen is de Margheritahut op Italiaans grondgebied bij de Signalkuppe in de Monte Rosa.